# Spadice
Le spadice est une inflorescence particulière formée d'un épi entouré d'une grande bractée appelée spathe. C'est l'inflorescence caractéristique de la famille des Aracées (les arums) et des Arécacées (les palmiers), formant un pseudanthium. Elle mime une fleur simple, très décorative, et à ce titre est présente chez les fleuristes (Arum, Anthurium,...).
Chez l'arum, l'épi est constitué d'un axe charnu et relativement épais, en forme de colonne, sur lequel sont fixées des fleurs minuscules et spécialisées, des fleurs femelles réduites à l'ovaire à la base, puis des fleurs mâles réduites aux étamines au-dessus, enfin des fleurs stériles. À l'extrémité, l'axe forme une sorte de massue. Le spadice de l'arum titan est la plus grande inflorescence au monde.
Chez certains genres d'aracées, l'épi peut porter plus de 2 000 fleurs. 
La spathe a la forme d'un grand cornet, vert pâle chez l'arum gouet, souvent très vivement coloré chez les espèces tropicales. 
Chez les palmiers, l'épi est souvent lignifié, mais porte aussi des fleurs unisexuées disposées par étages. La spathe est souvent coriace et ligneuse.
Chez les Posidoniaceae le spadice est un pilier porteur de fleurs sessiles.

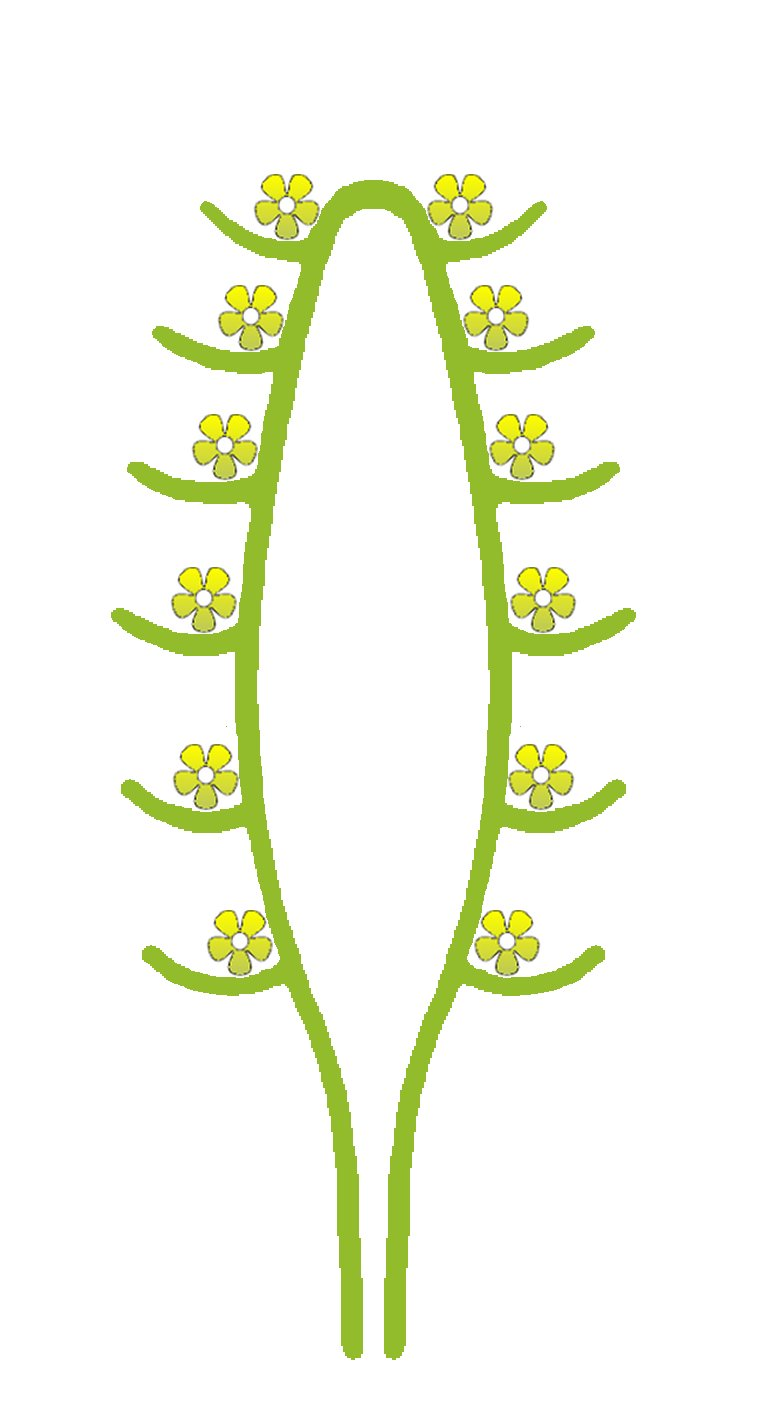
Schéma de spadice
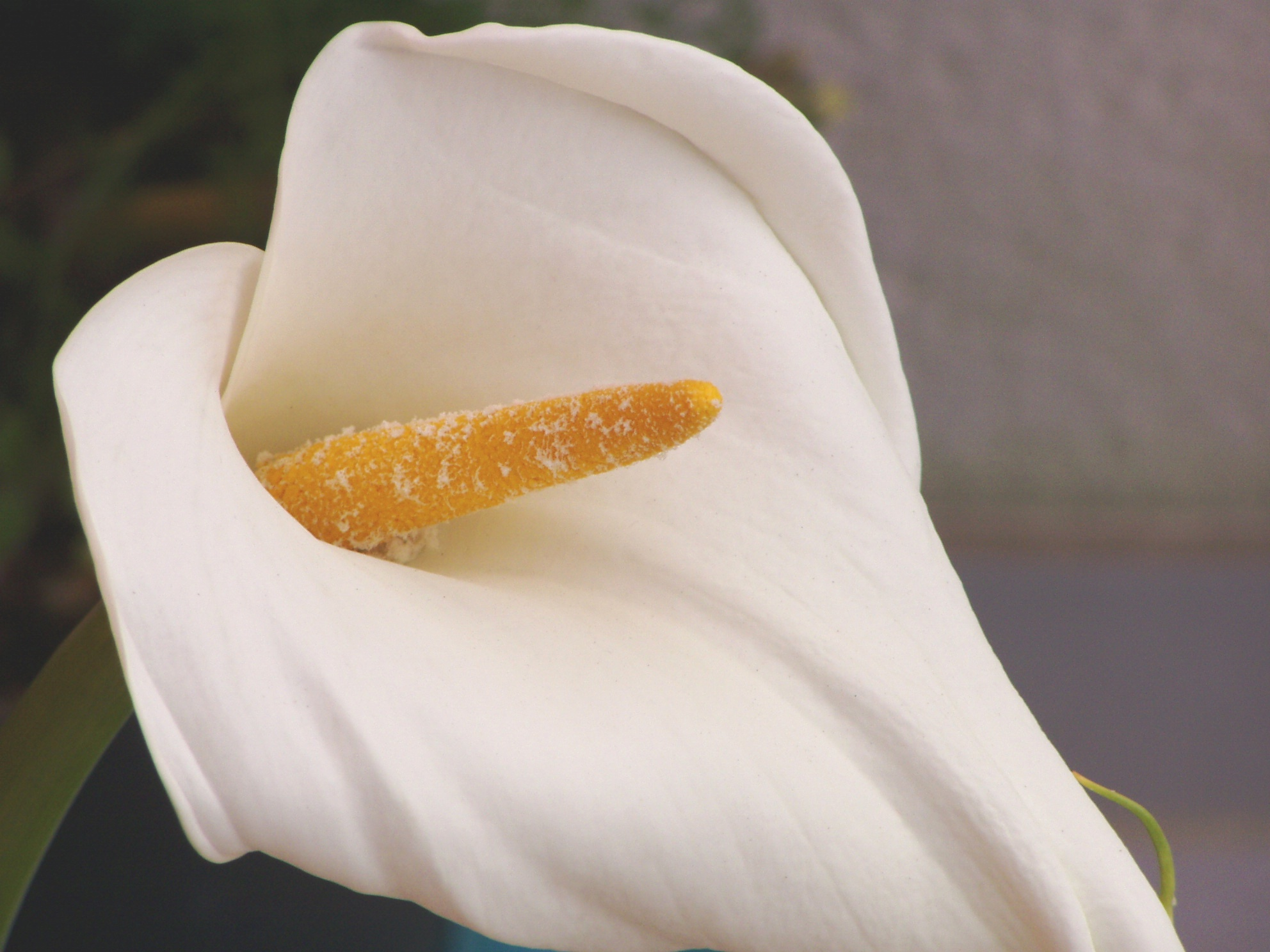
Zantedeschia aethiopica : spathe blanche enveloppant le spadice
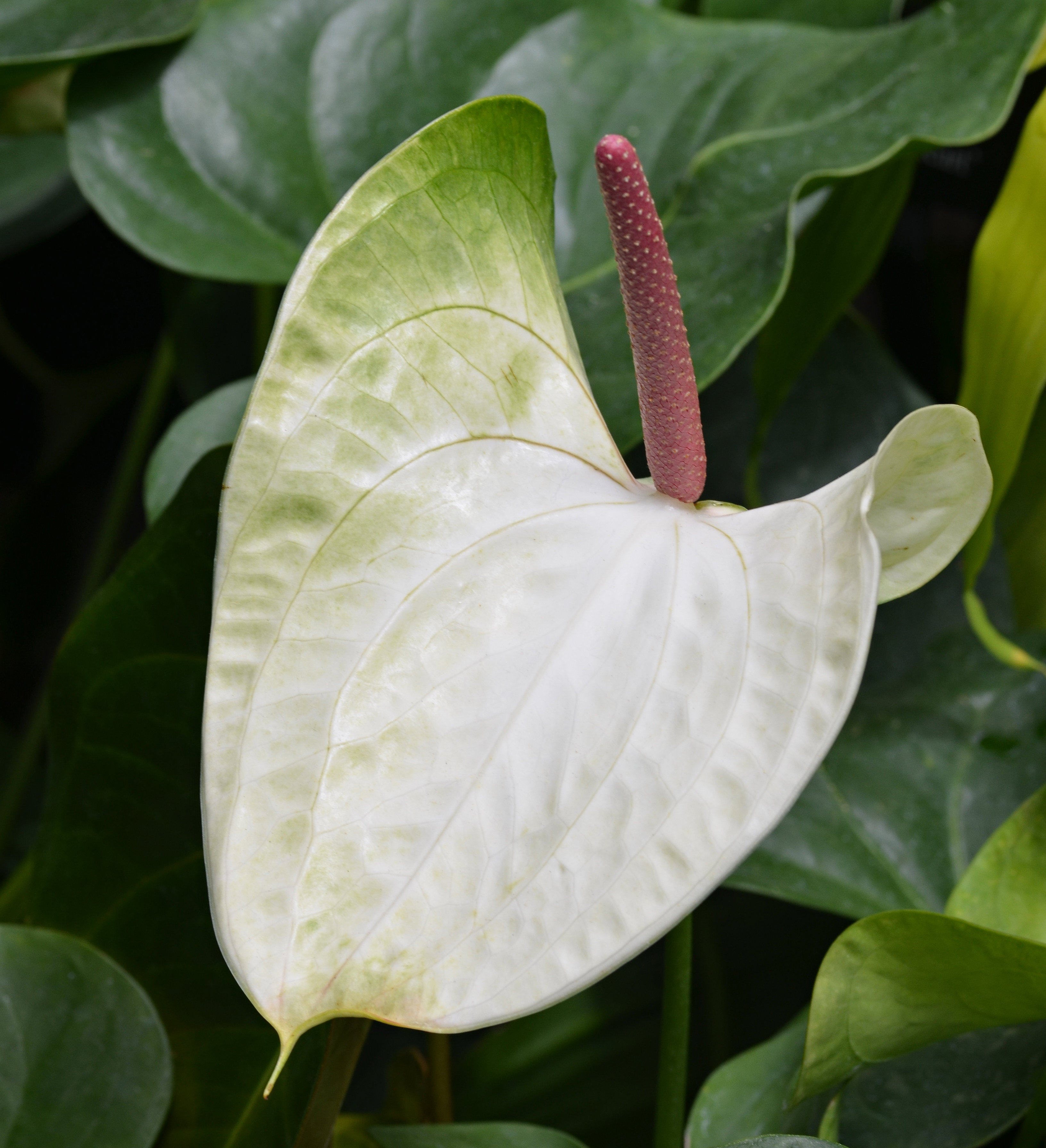
Inflorescence d'Anthurium avec sa spathe blanche et un spadice rouge
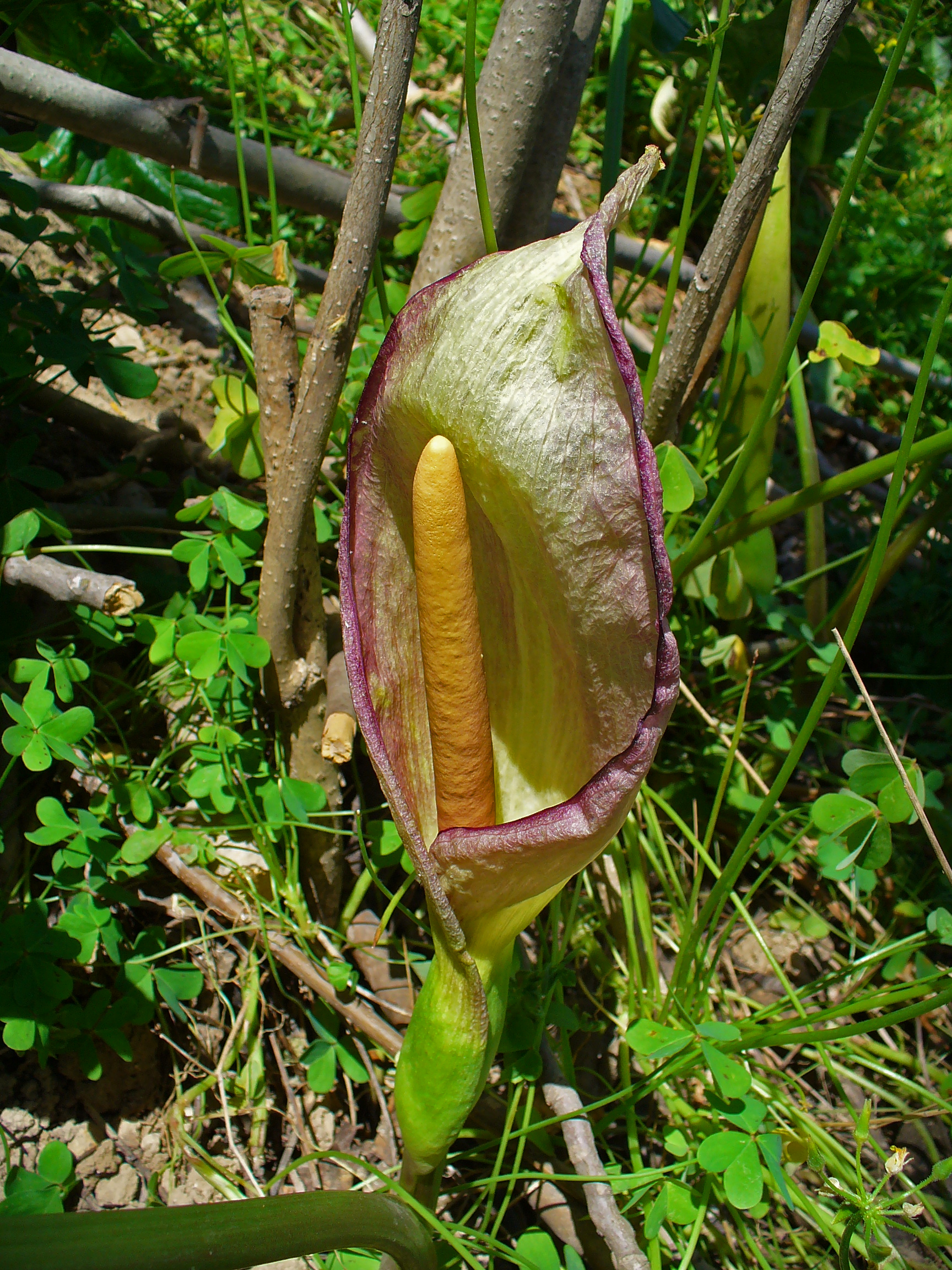
Inflorescence d'Arum concinnatum : spathe en cornet entourant le spadice
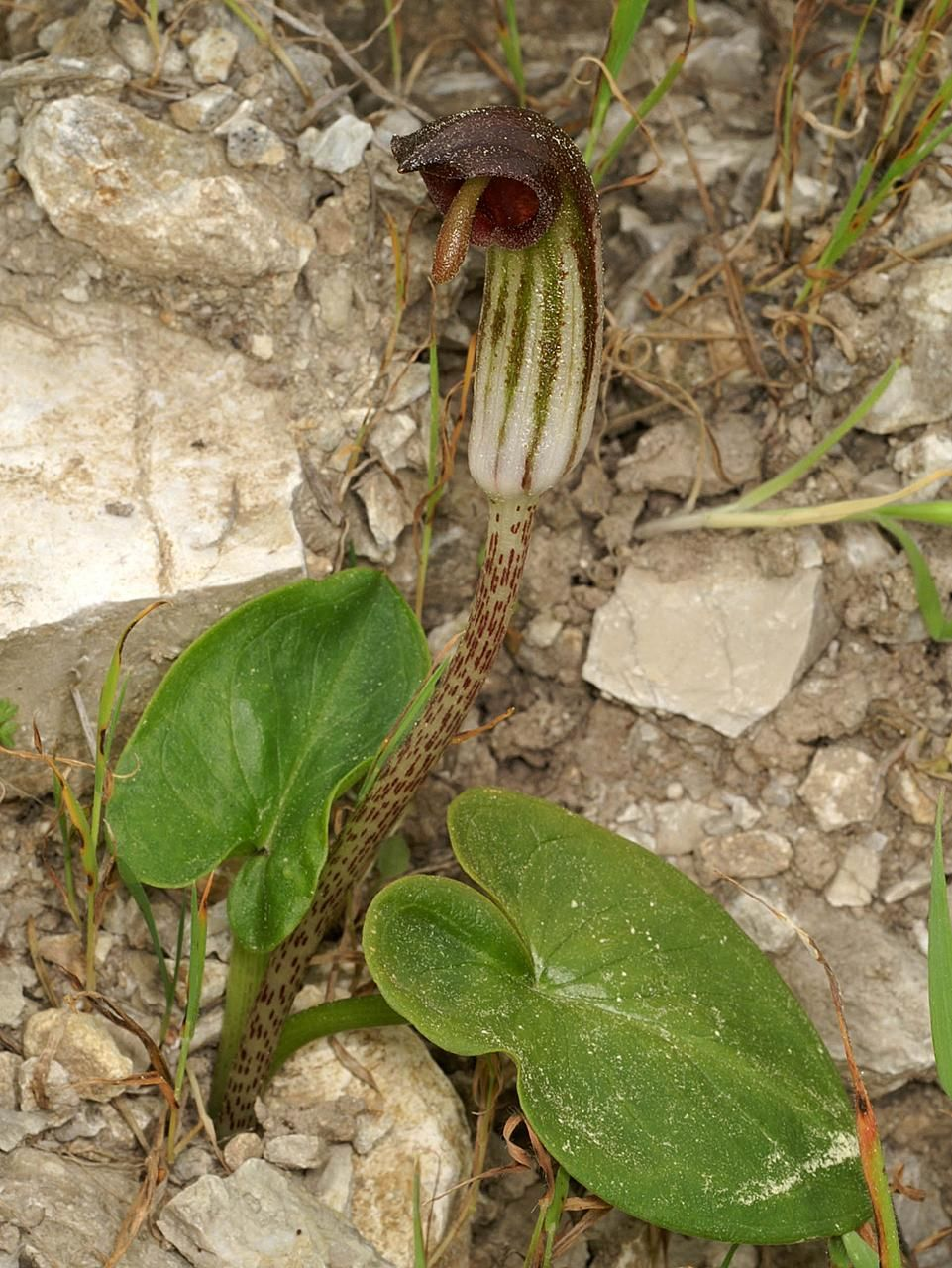
Inflorescence d'Arisarum vulgare, spathe en tube contenant le spadice
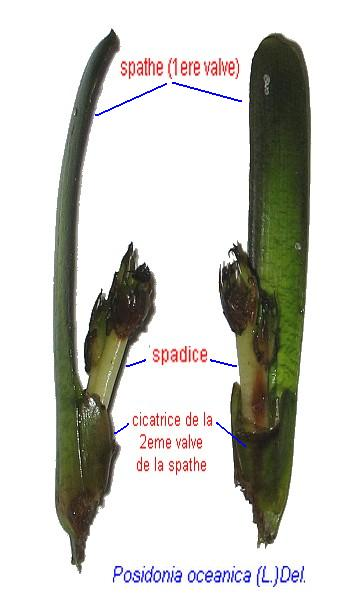
Inflorescence de P.oceanica. La spathe foliacée, dont une valve a été arrachée, enserre un spadice verdâtre